# ジャクソン (アラバマ州)
ジャクソン (Jackson) は、アメリカ合衆国アラバマ州クラーク郡に位置する都市である。2000年現在の国勢調査で、この都市の人口は5,419人である。

## 地理
ジャクソンは、北緯31度31分18.066秒、西経87度53分28.007秒 (31.521685, -87.891113) に位置している。
アメリカ合衆国統計局によると、この都市は総面積39.3 km2 (15.2 mi2) である。このうち39.1 km2 (15.1 mi2) が陸地で0.2 km2 (0.1 mi2) が水地域である。総面積の0.53%が水地域となっている。

## 人口動静
2000年現在の国勢調査で、この都市は人口5,419人、2,094世帯、及び1,507家族が暮らしている。人口密度は138.5/km² (358.7/mi²) である。59.8/km² (155.0/mi²) の平均的な密度に2,341軒の住宅が建っている。この都市の人種的な構成は白人60.42%、アフリカン・アメリカン38.49%、ネイティブ・アメリカン0.26%、アジア0.37%、太平洋諸島系0.00%、その他の人種0.20%、及び混血0.26%である。ここの人口の0.65%はヒスパニックまたはラテン系である。
2,094世帯のうち、34.0%が18歳未満の子供と一緒に生活しており、53.5%は夫婦で生活している。15.8%は未婚の女性が世帯主であり、28.0%は結婚していない。26.3%は1人以上の独身の居住者が住んでおり、12.2%は65歳以上で独身である。1世帯の平均人数は2.54人であり、結婚している家庭の場合は、3.08人である。
人口の26.6%が18歳未満で、8.1%が18歳から24歳、27.2%が25歳から44歳、22.5%が45歳から64歳、15.5%が65歳以上である。平均年齢は38歳である。女性100人に対し、85.8人が男性である。18歳以上の女性100人に対し、80.4人が18歳以上の男性である。
この都市の世帯ごとの平均的な収入は34,806 USドルであり、家族ごとの平均的な収入は45,516 USドルである。男性は43,558 USドルに対して女性は21,125 USドルの平均的な収入がある。この都市の一人当たりの収入 (per capita income) は17,346 USドルである。人口の21.2%及び家族の15.3%は貧困線以下である。全人口のうち18歳未満の27.9％及び65歳以上の20.1%は貧困線以下の生活を送っている。